# 1970年の大洋ホエールズ
1970年の大洋ホエールズでは、1970年の大洋ホエールズの動向をまとめる。
この年の大洋ホエールズは、別当薫監督の3年目のシーズンである。

## 概要
別当監督1年目は5位、2年目3位と順位を上げていくチームはこの年から中塚政幸を外野手にコンバートし、1番には重松省三、3番には松原誠、4番には江尻亮が入るなど戦力を一新。攻撃型オーダーでスタートしたチームだが、開幕ダッシュには程遠く4月は首位の巨人と3ゲーム差ながら最下位で終了。5月以降は徐々に順位を上げ、6月には3位に浮上するとその後は阪神を抜いて2位となり、常に巨人を追いかける展開が続いた。9月終了時点では3位ながらも巨人に4.5ゲーム差と肉薄するが、最後は巨人とマッチレースの阪神に突き放されて3位に終わり、別当監督の悲願であるペナント奪回はならなかった。チームは6連覇の巨人に14勝11敗1分と逆に勝ち越したが、阪神に11勝15敗、4位の広島に11勝14敗1分と負け越した。投手陣は平松政次・山下律夫・高橋重行・坂井勝二がローテーションを守りそれなりの成績を収めた。特に平松はカミソリシュートを武器に25勝をあげて最多勝となり、沢村賞も受賞した。それ以外には鬼頭洋が6月9日のヤクルト戦でノーヒットノーランを演じたほか、2年目の野村収やルーキーの間柴茂有が中継ぎで一軍に定着するなど、明るい話題が続出した。打撃陣はチーム本塁打が優勝の巨人と25本差の106本の5位に終わった。

## チーム成績

### レギュラーシーズン
| 1 | 左 | 重松省三 |
| 2 | 中 | 中塚政幸 |
| 3 | 三 | 松原誠   |
| 4 | 中 | 江尻亮   |
| 5 | 捕 | 伊藤勲   |
| 6 | 一 | 近藤和彦 |
| 7 | 二 | 近藤昭仁 |
| 8 | 遊 | 松岡功祐 |
| 9 | 投 | 平松政次 |

| 順位 | 4月終了時 | 4月終了時 | 5月終了時 | 5月終了時 | 6月終了時 | 6月終了時 | 7月終了時 | 7月終了時 | 8月終了時 | 8月終了時 | 9月終了時 | 9月終了時 | 最終成績 | 最終成績 |
| ---- | --------- | --------- | --------- | --------- | --------- | --------- | --------- | --------- | --------- | --------- | --------- | --------- | -------- | -------- |
| 1位  | 巨人      | --        | 巨人      | --        | 巨人      | --        | 巨人      | --        | 巨人      | --        | 巨人      | --        | 巨人     | --       |
| 2位  | 広島      | 0.5       | 阪神      | 0.5       | 広島      | 5.5       | 大洋      | 5.5       | 阪神      | 3.5       | 阪神      | 3.0       | 阪神     | 2.0      |
| 3位  | 阪神      | 2.0       | 広島      | 2.0       | 大洋      | 6.0       | 阪神      | 6.0       | 大洋      | 6.0       | 大洋      | 4.5       | 大洋     | 10.0     |
| 4位  | ヤクルト  | 3.0       | 大洋      | 5.5       | 阪神      | 7.0       | 広島      | 8.0       | 広島      | 10.0      | 広島      | 10.5      | 広島     | 15.0     |
| 5位  | 中日      | 3.0       | 中日      | 6.5       | 中日      | 11.5      | 中日      | 16.5      | 中日      | 14.5      | 中日      | 19.0      | 中日     | 23.5     |
| 6位  | 大洋      | 3.5       | ヤクルト  | 9.5       | ヤクルト  | 15.0      | ヤクルト  | 21.0      | ヤクルト  | 29.0      | ヤクルト  | 35.0      | ヤクルト | 45.5     |

| 順位 | 球団             | 勝 | 敗 | 分 | 勝率 | 差   |
| 1位  | 読売ジャイアンツ | 79 | 47 | 4  | .627 | 優勝 |
| 2位  | 阪神タイガース   | 77 | 49 | 4  | .611 | 2.0  |
| 3位  | 大洋ホエールズ   | 69 | 57 | 4  | .548 | 10.0 |
| 4位  | 広島東洋カープ   | 62 | 60 | 8  | .508 | 15.0 |
| 5位  | 中日ドラゴンズ   | 55 | 70 | 5  | .440 | 23.5 |
| 6位  | ヤクルトアトムズ | 33 | 92 | 5  | .264 | 45.5 |

## オールスターゲーム
| コーチ     | 別当薫   |        |        |          |
| ファン投票 | 選出なし |        |        |          |
| 監督推薦   | 平松政次 | 松原誠 | 江尻亮 | 中塚政幸 |
| 補充選手   | 鬼頭洋   |        |        |          |

## できごと
- 6月9日 - 鬼頭洋が川崎球場での対ヤクルト5回戦に先発し、ノーヒットノーランを達成[2]。
- 10月8日 - 前年のドラフト会議で1位指名された荒川尭が大洋と契約、球団はセ・リーグに出場選手登録をの手続きを行い、リーグも公示[3]。
- 10月24日 - 沢村賞の選考委員会が東京運動記者クラブ部長会によって東京・有楽町の交通大飯店で正午から開かれ、平松政次を選出[4]。
- 12月26日 - ドラフトで獲得した荒川尭をヤクルトにトレードすると発表。

## 表彰選手
| リーグ・リーダー | リーグ・リーダー | リーグ・リーダー | リーグ・リーダー |
| 選手名           | タイトル         | 成績             | 回数             |
| ---------------- | ---------------- | ---------------- | ---------------- |
| 平松政次         | 最多勝利         | 25勝             | 初受賞           |
| 平松政次         | 沢村賞           |                  | 初受賞           |

| ベストナイン | ベストナイン | ベストナイン |
| 選手名       | ポジション   | 回数         |
| ------------ | ------------ | ------------ |
| 平松政次     | 投手         | 初受賞       |
| 江尻亮       | 外野手       | 初受賞       |